# جرج دیلی (بازیکن فوتبال)
جرج دیلی (انگلیسی: George Daly؛ زادهٔ ۲۵ اکتبر ۱۹۹۰) بازیکن فوتبال اهل بریتانیا است.
از باشگاه‌هایی که در آن بازی کرده‌است می‌توان به باشگاه فوتبال ویلدستون، باشگاه فوتبال هندون، باشگاه فوتبال بیشاپس استورتفورد، باشگاه فوتبال وایکام واندررز، و باشگاه فوتبال هیز و یدینگ یونایتد اشاره کرد.